# ドロシー・フォンタナ
ドロシー・キャサリン・フォンタナ（Dorothy Catherine Fontana、D・C・フォンタナ、1939年3月25日 - 2019年12月2日）は、アメリカの脚本家であり、SFテレビシリーズ『スター・トレック』の仕事でよく知られている。

## 生涯
最初はジーン・ロッデンベリーの秘書を勤め、1966年から1968年にかけて『スター・トレック』のオリジナルシリーズである『宇宙大作戦』(TOS) に参加した。「宇宙暦元年7・21」、「宿敵クリンゴンの出現」、「惑星オリオンの侵略」のような記憶されるべきエピソードを書いている。また、彼女は1987年には『新スタートレック』(TNG) の第一シーズンパイロットの「未知への飛翔」、1993年には『スタートレック:ディープ・スペース・ナイン』(DS9) のエピソード「共生結合体生物“トリル族”」も書いている。
彼女は『まんが宇宙大作戦』において唯一スター・トレックの「正史」に組み込まれているエピソードである「タイム・トラベルの驚異」を手がけた。
また他のSFドラマの仕事としては、1974年の『600万ドルの男』、1995年の『バビロン5』（第一シーズン「異星人襲撃」、「最高指導者ブランマー追悼」、第二シーズン「迷宮-亜空間の戦い」）、1997年の『アース/最後の戦い』などを手がけている。
彼女はまた子供向けの番組にもクレジットされ、1983年には "He-Man and The Masters of the Universe"（『ヒーマンの戦い』）のエピソード "Battle Cat" を書いており、1996年には『ビーストウォーズ 超生命体トランスフォーマー』にも参加している。またテレビドラマ『ダラス』にも関わった。
フォンタナはまたJ・マイケル・ビンガムというペンネームも使用した。『TNG』の「未知からの誘惑」ではこの名前でジョン・D・F・ブラックと共にクレジットされている。ブラックはこの話の元となった『TOS』のエピソード「魔の宇宙病」の脚本家である。
2005年3月にはインターネット上のファン作品である"STAR TREK:New Voyages"に彼女が『TOS』でウォルター・ケーニッグが演じたチェコフを出すエピソードを書くだろうと発表された。
Bethesda Softworksは、フォンタナがデレク・チェスターとともに"Star Trek: Legacy"と"STAR TREK:Tactical Assault"の原案を書いたと発表した。
DS9の製作者は、第6シーズンのエピソード「夢、遥かなる地にて」でナナ・ヴィジターが演じたSF作家K・C・ハンターの性格はフォンタナに影響されたものだと語っている。
フォンタナの名前は短命に終わったSFテレビドラマ"The Highwayman"でティム・ラスが演じたキャラクター「D・C・モンタナ」に使われた。なお、ティム・ラスは『スター・トレック:ヴォイジャー』でトゥヴォックを演じている。